# Enrico Sarsini
Enrico Sarsini (Roma, aprile 1938) è un fotografo italiano.

Logo del magazine LIFE. Enrico Sarsini come il suo amico fotografo Carlo Bavagnoli, sarà uno dei pochissimi fotografi italiani a collaborare con la rivista statunitense Life dedicata ad ampi reportage da tutto il mondo in cui l'illustrazione fotografica giocava un ruolo di primaria importanza

Iniziò l'attività come fotografo e poi come fotoreporter in Italia, ma si trasferì nel 1962 negli Stati Uniti, dove lavorò per Life  realizzando per la rivista numerosi reportage tra i quali quelli come fotografo di guerra in  Vietnam, in Iran, in Azerbaigian e quelli riguardanti anche i funerali di Martin Luther King.

## Biografia
In un'intervista Sarsini racconta di aver preso per la prima volta in mano una macchina fotografica a 20 anni quasi per gioco, per fotografare un lago laziale. L'interesse per la fotografia aumenterà man mano nel tempo ma si consoliderà quando a Roma conobbe e frequentò quello che Sarsini considera suo vero maestro, ovvero il noto fotoreporter Paolo Di Paolo, che dal 1954 al 1966 fu il fotografo più pubblicato su Il Mondo, . Da qui iniziò anche una intensa collaborazione con la rivista fondata e diretta da Mario Pannunzio.

### Da paparazzo a reporter internazionale per la rivista LIFE
L'inizio della carriera fotografica di Sarsini si colloca intorno al periodo italiano della Dolce vita. Un atletico giovane ventiduenne pronto a correre dietro la diva o l'attrice del momento per una sua foto, proprio come quella che realizza con il suo amico e fotografo Carlo Bavagnoli all'inseguimento dell'auto di Ava Gardner, scena immortalata dal loro collega fotografo, "re dei paparazzi romani", Tazio Secchiaroli. Questo sarà il periodo in cui realizzerà come fotografo freelance foto a diversi attori e personaggi del mondo dello spettacolo e della cultura come Marlene Dietrich, le due icone del periodo della dolce vita Marcello Mastroianni e Sophia Loren oltre che Rosanna Schiaffino, la famosa ballerina Maria Tallchief o Alain Delon allora esordiente attore francese

## Le foto del fotoreporter usate come documenti di denuncia in un film documentario
Nel film "The Son" presentato al North Dakota Human Rights Film Festival and Summit del 2021, le fotografie di guerra di Sarsini realizzate nel 1992 per la rivista russa Ogoniok (letteralmente: "Scintilla"), una delle più antiche riviste illustrate settimanali in Russia, furono usate come documenti per denunciare la sparizione di un prigioniero azerbaigiano.

## Fotografie e fondo
Fotografie di Sarsini sono conservate in importanti musei statunitensi e in diversi altri luoghi di cultura del mondo. Sue opere si trovano al Museum of Modern Art (MoMA) di New York, all'Art Institute of Chicago a Chicago, al Minneapolis Institute of Art (MIA) a Minneapolis; e in biblioteche come la
Biblioteca online della California (OAC) e la Biblioteca Nazionale Centrale di Firenze